# Antifont
Antifont (grč. Ἀντιφῶν, 5. stoljeće pr. Kr.), Atenjanin, grčki matematičar, retor i filozof predsokratovac.
Kao sofist i mehanicist, Antifont je poricao transcendentni uzrok prirodnih fenomena. Branio stajalište po kojemu su svi ljudi jednaki, bez obzira na podrijetlo i zajednicu iz koje potječu. Utvrđena je vjerodostojnost dva njegova spisa: Istina i O složnosti.
U svom djelu iznio je cjelovit sustav prirodnog prava u najdosljednijoj opreci prema pozitivnom pravu. Po Antifontu, glavni smisao djelovanja jest "korisnost". Ali, ono što ometa postizanje korisnog jesu zakon i običaji, koji nad prirodom vrše nasilje. Kaže da se ljudskim zakonima treba pokoravati samo pred očima onih koji su ih donijeli, a inače, kada nema svjedoka, treba živjeti sukladno prirodi jer to ne donosi ni sramotu ni kazne. 
Čovjek bira ono što mu koristi, a samo ljudski zakoni ga ometaju da čini ono što mu donosi korist. Stoga su ti zakoni i poslušnost njima često neprijatelji prirode i okovi, a pokoravanje prirodnim zakonima donosi slobodu i radost. Zakoni, dakle, nisu obvezujući, jer postoji mogućnost da ih čovjek zaobiđe i upravlja se prema prirodi.